# Bolitoglossa orestes
La salamandra meridena (Bolitoglossa orestes) es una especie de salamandras en la familia Plethodontidae.
Es endémica de Venezuela.
Su hábitat natural son los montanos húmedos tropicales o subtropicales.
Está amenazada de extinción debido a la destrucción de su hábitat.